# TMX Alpha
TMX Alpha, ehemals Alpha Trading Systems, ist ein in Kanada ansässiges alternatives Handelssystem (ATS), das 2012 vom Maple Group-Konsortium übernommen wurde, das auch die TMX Group kaufte und nun kontrolliert. Im April 2013 wurde Alpha in TMX Quantum, die proprietäre Handelsplattform der TMX Group, migriert.

## Geschichte
Alpha Trading Systems wurde im Herbst 2008 gegründet, um die Dominanz der TSX Group im inländischen Aktienhandel herauszufordern. In den ersten sechs Monaten erreichte Alpha einen durchschnittlichen Marktanteil von 8,5 Prozent an der Toronto Stock Exchange (TSX) notierten Wertpapieren auf allen transparenten kanadischen Handelsplätzen. Bis zur Übernahme durch die Maple Group Anfang des Jahres hatte sich Alpha zu einer vollwertigen Börse entwickelt und hielt rund 17 Prozent des kanadischen Handelsmarktes. Im Juni 2015 führte TMX Mindestordergrößen für Broker und eine Beschleunigung der Transaktionsgeschwindigkeit bei TMX Alpha ein. Die Entscheidung für die Beschleunigung fiel, da die Börse mit der Aussicht auf Konkurrenz durch eine neue kanadische Börse namens Aequitas NEO Exchange konfrontiert war. Diese bietet Software an, die die aus Sicht der Börse unfairen Vorteile von Hochfrequenzhandelsunternehmen abbaut.